# L'Enchanteur (téléfilm)
Pour les articles homonymes, voir L'Enchanteur.
Pour plus de détails, voir Fiche technique et Distribution.
L'Enchanteur est un téléfilm français réalisé par Philippe Lefebvre sur un scénario de Maria Pourchet et François-Henri Désérable, diffusé pour la première fois le 12 février 2024 sur France 2.
Cette fiction est une coproduction de 2.4.7. Max et France Télévisions pour France 2,,,, réalisée avec le soutien de la région Île-de-France.

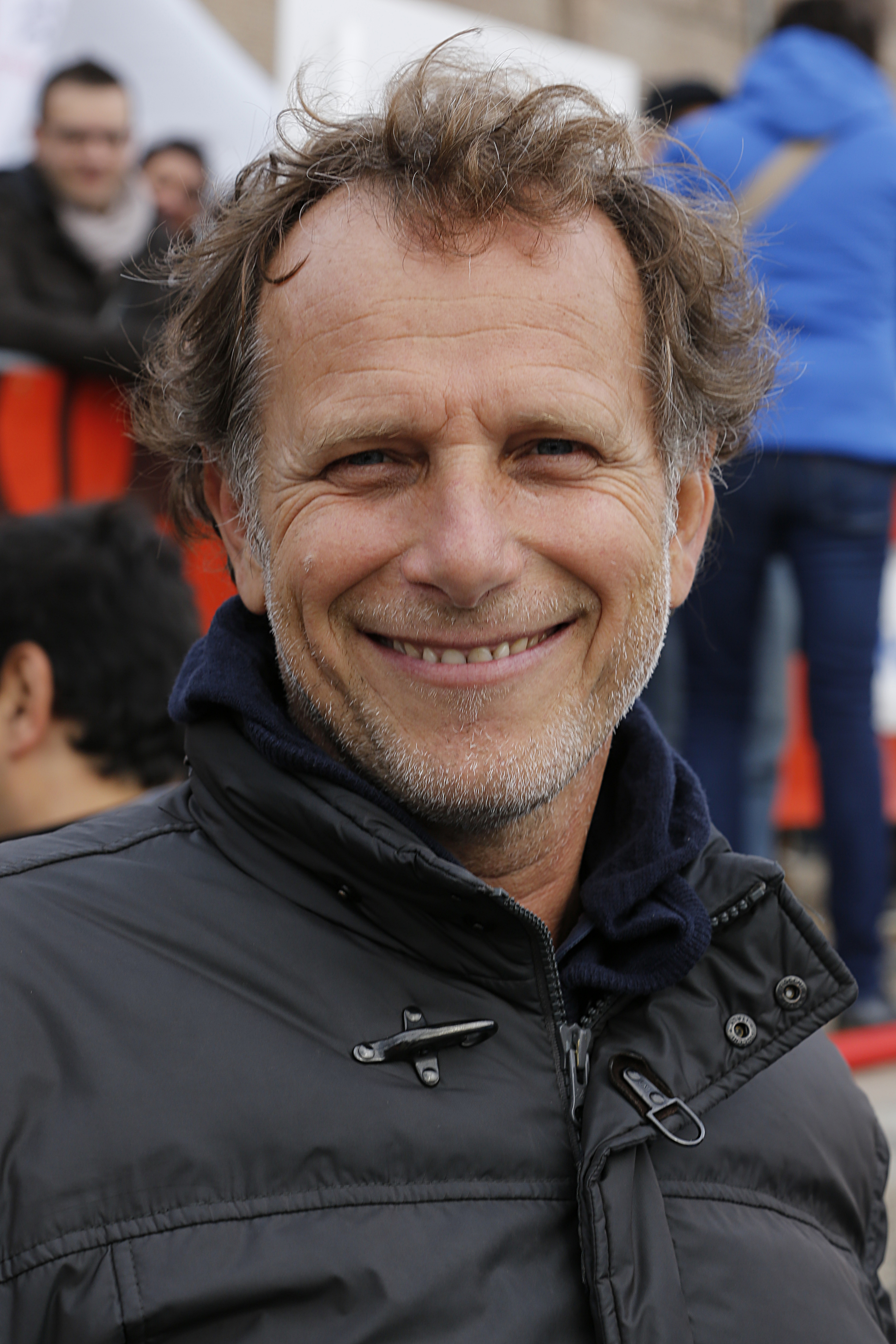
Charles Berling.

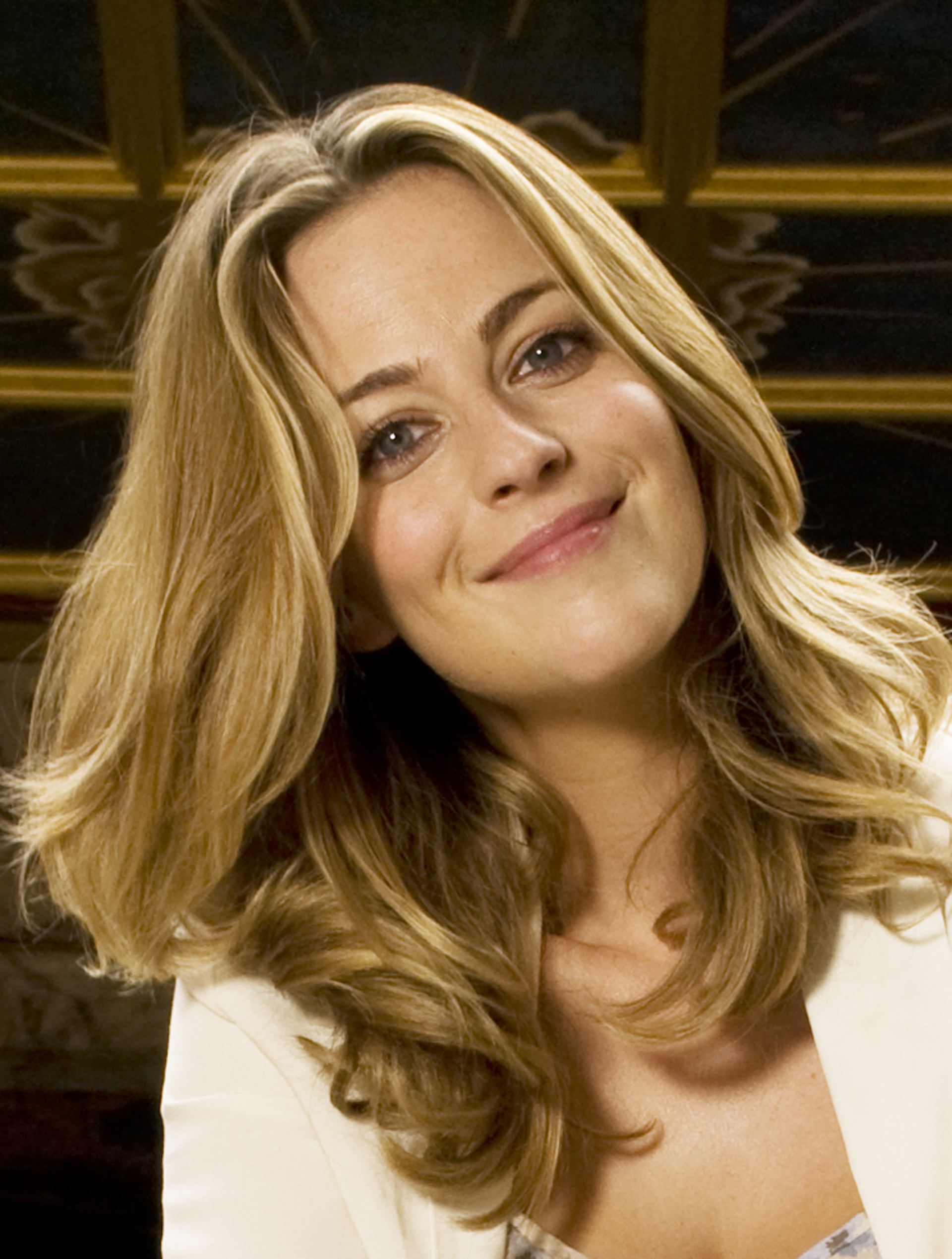
Miranda Raison.

## Synopsis
En 1975, Adèle, étudiante à la Sorbonne, décide de faire une thèse sur l'œuvre de Romain Gary. Elle rencontre l'écrivain et découvre beaucoup de similitudes entre ses livres et le roman d'un jeune écrivain : La Vie devant soi, d'Émile Ajar.

## Fiche technique
Sauf indication contraire, les informations mentionnées dans cette section peuvent être confirmées par les bases de données cinématographiques IMDb, Allociné et Unifrance,  présentes dans la section « Liens externes ».
- Titre français : L'Enchanteur
- Réalisation : Philippe Lefebvre[1],[2],[3],[4]
- Scénario : François-Henri Désérable et Maria Pourchet[1],[2],[3],[5],[4]
- Musique : Geoffroy Berlioz, Ronan Maillard et Jérôme Rebotier[6]
- Décors : Johann George
- Costumes : Rebecca Renault
- Photographie : Pénélope Pourriat
- Son : Benjamin Jaussaud, Charles Valette Viallard
- Montage : Joël Bochter
- Production : Médéric Albouy, Xavier Rigault et Marc-Antoine Robert[1],[2],[4]
- Sociétés de production : 2.4.7. Max et France Télévisions[1],[2],[3],[4]
- Pays de production :  France
- Langue originale : français
- Format : couleur
- Genre : drame
- Durée : 92 minutes[1],[3],[7]
- Date de première diffusion :
  - France : 12 février 2024 sur France 2

## Distribution
- Charles Berling : Romain Gary
- Claire de La Rüe du Can : Adèle, jeune étudiante en littérature à la Sorbonne
- Pierre Perrier : Paul Pavlowitch, le petit-cousin de Romain Gary
- Miranda Raison : Jean Seberg
- Anne Charrier : Gisèle Halimi
- Philippine Delaire : Martine
- Gaspard Meier-Chaurand : Sergueï
- Alexandra Mercouroff : Yvonne Baby
- Scali Delpeyrat : le professeur Meyer
- Arthur Rémi : Rémy
- Dominique Bastien : le patron chez Lipp
- Clément Moreau : le libraire
- Karina Marimon : la standardiste
- Talina Boyaci : la jeune standardiste
- Pierre-Alain Duchiron : le chauffeur de l'autobus
- Thomas Chabrol : Hervé Bazin

## Production

### Genèse et développement
Maria Pourchet rapporte que, désirant faire un film sur Romain Gary, François-Henri Désérable lui a remémoré cette anecdote : « Gary a raconté qu'une étudiante, qu'il appelle Laure, est venue un jour le trouver et lui dire "Émile Ajar, c'est vous." (...) Nous sommes partis de là, en essayant d'imaginer ce qui se serait passé si cette jeune femme avait voulu vérifier son intuition. »
La réalisation est assurée par Philippe Lefebvre,,,.
La production est assurée par Médéric Albouy, Xavier Rigault et Marc-Antoine Robert pour 247 Max,.

### Tournage
Le tournage se déroule du 17 avril au 23 juin 2023 à Paris,,.

### Musique
La musique du téléfilm est composée par Geoffroy Berlioz, Ronan Maillard et Jérôme Rebotier.

### Anachronisme
Le téléfilm comporte deux scènes anachroniques de passage de trains, composés de voitures Corail et tirés par une locomotive de type BB 26000 pour la première scène et « Nez cassé » pour la deuxième scène[réf. nécessaire].
Autre anachronisme avec de nombreux véhicules d'époque stationnés dans les rues mais qui sont équipés de plaques d'immatriculation modernes apparues après 2009.

## Accueil

### Diffusion et audience
Le téléfilm, diffusé le 12 février 2024 sur France 2, est regardé par 2 060 000 téléspectateurs et se classe troisième en termes d'audience.

### Accueil critique
Pour le site Cinésérie, « grâce à une mise en scène et une musique très moderne, le réalisateur dépoussière l'auteur et son double, et remet en perspective l'une des plus grandes impostures du XXe siècle. Le spectateur suit avec beaucoup d'intérêt et de plaisir la rencontre entre Adèle, jeune femme passionnée et curieuse, et Romain Gary, l'écrivain objet de sa passion, pas toujours présenté sous son meilleur jour. Les deux acteurs sont épatants de vérité et L'Enchanteur donne envie de (re)découvrir aussi bien les œuvres de Romain Gary que celles d'Emile Ajar ».